# Pelota basca nos Jogos Pan-Americanos de 2023 - Frontball individual feminino
A competição do frontball individual feminino da pelota basca nos Jogos Pan-Americanos de 2023 foi disputada entre 31 de outubro e 4 de novembro de 2023 no Estádio Español, em Las Condes. Um total de oito competidoras, cada uma representando um Comitê Olímpico Nacional (CON), participaram do evento.

## Calendário
Horário local (UTC−3).
| Data          | Hora  | Fase           |
| ------------- | ----- | -------------- |
| 31 de outubro | 9:00  | Fase de grupos |
| 1 de novembro | 9:00  | Fase de grupos |
| 2 de novembro | 9:00  | Fase de grupos |
| 3 de novembro | 10:00 | Semifinais     |
| 4 de novembro | 9:00  | Finais         |

## Medalhistas
| Ouro   | MEX Itzel Reyes     |
| Prata  | URU Leonella Acosta |
| Bronze | ARG Micaela Cortez  |

## Resultados

### Fase de grupos
As oito competidoras foram divididos em dois grupos de quatro jogadoras cada. As duas melhores de cada grupo avançam para as semifinais, onde as vencedoras disputam a medalha de ouro e as perdedoras disputam o bronze.

#### Grupo A
| Pos. | Jogadora           | Pts | J | V | D | GP | GC | PP | PC |
| ---- | ------------------ | --- | - | - | - | -- | -- | -- | -- |
| 1    | MEX Itzel Reyes    | 9   | 3 | 3 | 0 | 6  | 0  | 72 | 24 |
| 2    | ARG Micaela Cortez | 7   | 3 | 2 | 1 | 4  | 3  | 59 | 55 |
| 3    | CHI Zita Solas     | 5   | 3 | 1 | 2 | 3  | 4  | 60 | 56 |
| 4    | CRC María Araya    | 3   | 3 | 0 | 3 | 0  | 6  | 16 | 72 |

| 31 de outubro 9:00 | CRC María Araya        | 0–2 | MEX Itzel Reyes | Estádio Español Árbitro(s): CHI Jennifer Quiaro |
| 31 de outubro 9:00 | (1–12, 1–12) Relatório |     |                 | Estádio Español Árbitro(s): CHI Jennifer Quiaro |

| 31 de outubro 10:00 | ARG Micaela Cortez          | 2–1 | CHI Zita Solas | Estádio Español Árbitro(s): CHI Jennifer Quiaro |
| 31 de outubro 10:00 | (12–8, 6–12, 7–4) Relatório |     |                | Estádio Español Árbitro(s): CHI Jennifer Quiaro |

| 1 de novembro 9:00 | MEX Itzel Reyes        | 2–0 | ARG Micaela Cortez | Estádio Español Árbitro(s): CHI Jennifer Quiaro |
| 1 de novembro 9:00 | (12–9, 12–1) Relatório |     |                    | Estádio Español Árbitro(s): CHI Jennifer Quiaro |

| 1 de novembro 10:00 | CRC María Araya        | 0–2 | CHI Zita Solas | Estádio Español Árbitro(s): CHI Jennifer Quiaro |
| 1 de novembro 10:00 | (5–12, 2–12) Relatório |     |                | Estádio Español Árbitro(s): CHI Jennifer Quiaro |

| 2 de novembro 9:00 | MEX Itzel Reyes        | 2–0 | CHI Zita Solas | Estádio Español Árbitro(s): CUB Raúl Escobar |
| 2 de novembro 9:00 | (12–6, 12–6) Relatório |     |                | Estádio Español Árbitro(s): CUB Raúl Escobar |

| 2 de novembro 10:00 | ARG Micaela Cortez     | 2–0 | CRC María Araya | Estádio Español Árbitro(s): CUB Raúl Escobar |
| 2 de novembro 10:00 | (12–5, 12–2) Relatório |     |                 | Estádio Español Árbitro(s): CUB Raúl Escobar |

#### Grupo B
| Pos. | Jogador              | Pts | J | V | D | GP | GC | PP | PC |
| ---- | -------------------- | --- | - | - | - | -- | -- | -- | -- |
| 1    | URU Leonella Acosta  | 9   | 3 | 3 | 0 | 6  | 0  | 72 | 35 |
| 2    | CUB Yalieska Leoncio | 7   | 3 | 2 | 1 | 4  | 3  | 68 | 60 |
| 3    | BOL Julia Estrada    | 5   | 3 | 1 | 2 | 3  | 4  | 61 | 67 |
| 4    | EAI Joana Blas       | 3   | 3 | 0 | 3 | 0  | 6  | 33 | 72 |

| 31 de outubro 11:00 | EAI Joana Blas         | 0–2 | URU Leonella Acosta | Estádio Español Árbitro(s): CHI Jennifer Quiaro |
| 31 de outubro 11:00 | (5–12, 4–12) Relatório |     |                     | Estádio Español Árbitro(s): CHI Jennifer Quiaro |

| 31 de outubro 12:00 | CUB Yalieska Leoncio         | 2–1 | BOL Julia Estrada | Estádio Español Árbitro(s): CHI Jennifer Quiaro |
| 31 de outubro 12:00 | (11–12, 12–7, 7–6) Relatório |     |                   | Estádio Español Árbitro(s): CHI Jennifer Quiaro |

| 1 de novembro 11:00 | URU Leonella Acosta    | 2–0 | CUB Yalieska Leoncio | Estádio Español Árbitro(s): CHI Jennifer Quiaro |
| 1 de novembro 11:00 | (12–9, 12–5) Relatório |     |                      | Estádio Español Árbitro(s): CHI Jennifer Quiaro |

| 1 de novembro 12:00 | BOL Julia Estrada       | 2–0 | EAI Joana Blas | Estádio Español Árbitro(s): CUB Hilda Pita |
| 1 de novembro 12:00 | (12–3, 12–10) Relatório |     |                | Estádio Español Árbitro(s): CUB Hilda Pita |

| 2 de novembro 11:00 | URU Leonella Acosta    | 2–0 | BOL Julia Estrada | Estádio Español Árbitro(s): CUB Raúl Escobar |
| 2 de novembro 11:00 | (12–5, 12–7) Relatório |     |                   | Estádio Español Árbitro(s): CUB Raúl Escobar |

| 2 de novembro 12:00 | CUB Yalieska Leoncio   | 2–0 | EAI Joana Blas | Estádio Español Árbitro(s): CHI Jennifer Quiaro |
| 2 de novembro 12:00 | (12–6, 12–5) Relatório |     |                | Estádio Español Árbitro(s): CHI Jennifer Quiaro |

### Fase final

#### Semifinais
| 3 de novembro 10:00 | MEX Itzel Reyes        | 2–0 | CUB Yalieska Leoncio | Estádio Español Árbitro(s): CHI Jennifer Quiaro |
| 3 de novembro 10:00 | (12–0, 12–2) Relatório |     |                      | Estádio Español Árbitro(s): CHI Jennifer Quiaro |

| 3 de novembro 12:00 | URU Leonella Acosta    | 2–0 | ARG Micaela Cortez | Estádio Español Árbitro(s): CUB Raúl Escobar |
| 3 de novembro 12:00 | (12–8, 12–6) Relatório |     |                    | Estádio Español Árbitro(s): CUB Raúl Escobar |

#### Disputa pelo bronze
| 4 de novembro 9:00 | CUB Yalieska Leoncio        | 1–2 | ARG Micaela Cortez | Estádio Español Árbitro(s): CHI Jennifer Quiaro |
| 4 de novembro 9:00 | (12–8, 9–12, 2–7) Relatório |     |                    | Estádio Español Árbitro(s): CHI Jennifer Quiaro |

#### Disputa pelo ouro
| 4 de novembro 11:00 | MEX Itzel Reyes        | 2–0 | URU Leonella Acosta | Estádio Español Árbitro(s): CUB Raúl Escobar |
| 4 de novembro 11:00 | (12–4, 12–3) Relatório |     |                     | Estádio Español Árbitro(s): CUB Raúl Escobar |